# Brava Gente (2000)
Brava Gente foi um programa de televisão do tipo teledramaturgia não seriada produzida pela TV Globo e exibida de 27 de março de 2001 até 24 de dezembro de 2002, com episódios não-anônimos e autônomos, a princípio adaptações de originais literários brasileiros, alternando comédias e dramas.

## O programa
O Brava Gente estreou na Globo em 26 de dezembro de 2000 como especial de fim de ano. Durante três dias foram apresentados 8 episódios.
A partir de 27 de março de 2001, o Brava Gente passou a fazer parte da programação da emissora, sempre às terças-feiras, logo após o Casseta & Planeta, Urgente! com duração de 25 minutos. A ideia era a mesma do especial exibido no ano anterior, mas com apenas um episódio por semana, e as histórias variavam a cada semana. Vários atores, diretores e roteiristas passaram pelo programa durante toda sua exibição. A direção de núcleo do programa ficou a cargo de Guel Arraes e Jayme Monjardim.
Apesar de ser um programa fixo, o Brava Gente, sofreu algumas interrupções. Em Agosto de 2001, o programa foi temporariamente suspenso para dar lugar a minissérie Presença de Anita, de Manoel Carlos. O programa só retornaria ao ar em Setembro. Em maio de 2002, o Brava Gente foi novamente pausado por causa da estreia do Big Brother Brasil 2 além do início da Copa do Mundo, que tinha seus jogos exibidos durante a madrugada. O programa só voltou ao ar no mês de Julho.
Em 2003 foram exibidos apenas dois episódios da série. O primeiro em 15 de Abril, intitulado Como Educar seus Pais, e o segundo (e último da temporada) em 22 de Abril com o título de O Dia do Amor. Porém foram apenas dois episódios, na terça-feira seguinte, 29 de Abril, o Brava Gente foi substituído pela nova versão de Carga Pesada. Desde então, a Rede Globo não exibiu mais o programa.
Reprisado em 2021 pelo Canal Viva, sem os dois episódios finais.

## Episódios especiais
Durante a primeira fase do Brava Gente em 2001, foi exibido o episódio Palace II exibido no dia 28 de Dezembro. Foi baseado na obra Cidade de Deus do escritor Paulo Lins estrelado por Douglas Silva (Acerola) e Darlan Cunha (Laranjinha). Este episódio foi o responsável pela realização do filme Cidade de Deus, dirigida por Fernando Meirelles (que também dirigiu este episódio), e da série Cidade dos Homens exibida pela Rede Globo entre 2002 e 2005.
Entre 26 de novembro a 17 de dezembro de 2002, foi exibido dentro do Brava Gente, o episódio Pastores da Noite em formato de microssérie. A história foi baseada na obra de Jorge Amado, como parte da programação de fim de ano da emissora em 4 capítulos, toda terça-feira.